# Cyathura indica
Cyathura indica är en kräftdjursart som beskrevs av Barnard 1925. Cyathura indica ingår i släktet Cyathura och familjen Anthuridae. Inga underarter finns listade i Catalogue of Life.